# 犹太教末世论
犹太教末世论与犹太教的弥赛亚、来生、复活等观念密切相关。末世论通常是指关于世界历史上最后一个事件以及人类最终命运的神学或哲学学说。

## 弥赛亚的概念
希伯来词语Mashiach（或作Moshiach）意为“受膏者”，指在在一个安定繁荣的弥赛亚时代里所有生者和逝者的引路人。犹太教称将有一位弥赛亚复兴古老的以色列王国和耶路撒冷圣殿里的五祭活动。

## Olam Haba（来世）的概念
犹太教尽管强调今生（Olam Ha'zeh）的重要性，它还是断言有来世的存在。犹太人的传统坚称人的灵魂是永恒的，在肉体死亡之后仍能存在下去。在犹太教中来世被称为Olam Haba（“将来的世代”）、Gan Eden（伊甸园）和Gehinnom（地獄）。

### 引用
1. ↑  .   [2009-08-24]. （原始内容存档于2009-03-05）.
2. ↑  .   [2009-08-24]. （原始内容存档于2016-12-23）.
3. ↑  .   [2009-08-24]. （原始内容存档于2021-04-15）.